# بيتر كارلسون (منافس ألعاب قوى)
بيتر كارلسون (بالسويدية: Peter Karlsson)‏ هو منافس ألعاب قوى سويدي، ولد في 23 نوفمبر 1970.

## وصلات خارجية
- بيتر كارلسون على موقع الاتحاد الدولي لألعاب القوى (الإنجليزية)
- بيتر كارلسون على موقع أوليمبيديا (الإنجليزية)
- بيتر كارلسون على موقع اللجنة الأولمبية السويدية (السويدية)